# 十拱桥
十拱桥（阿拉伯語：الجسور العشرة）是约旦安曼的一座高架桥，建于奥斯曼帝国时期的汉志铁路工程，被视为安曼最古老的地标之一。  
该桥1904年安曼车站启用时竣工，第一次世界大战期间曾成为协约国部队袭击的主要目标但未遭摧毁。2022年结构分析表明，该桥仍具承重能力，但存在强震损毁风险。

## 历史

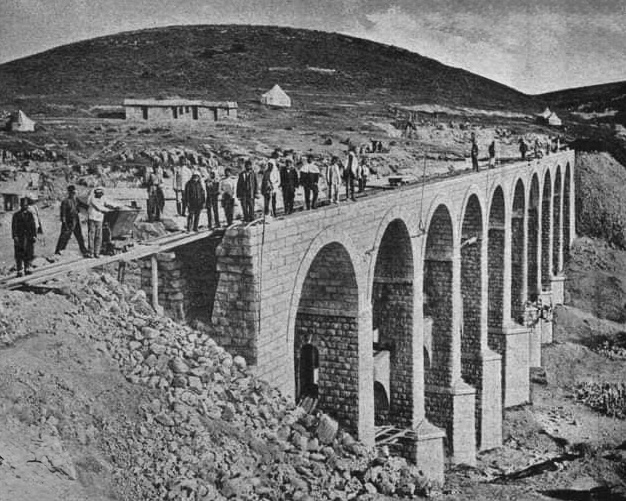
1903年十拱桥施工场景

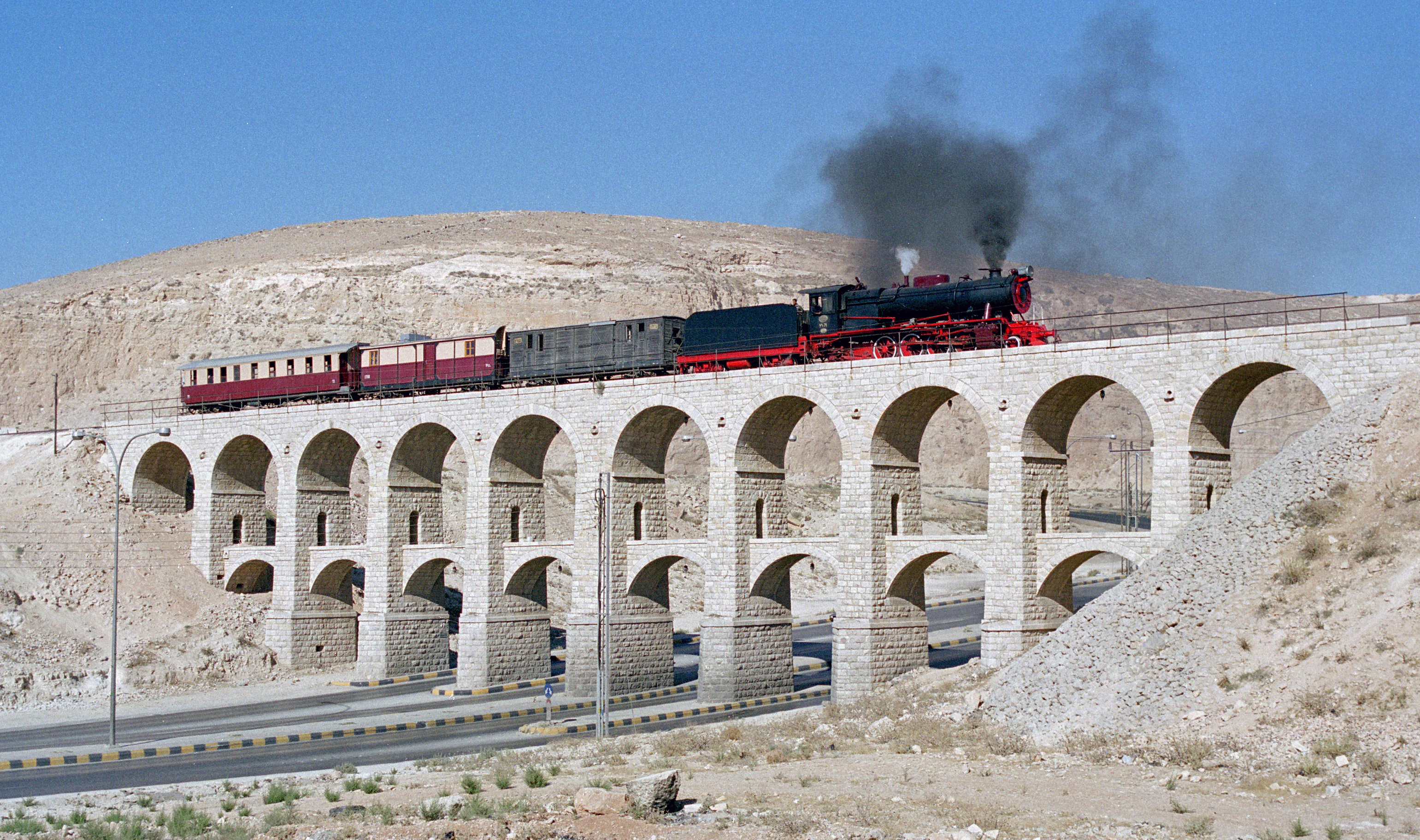
2000年列车驶过十拱桥

该高架桥建于奥斯曼帝国时期的汉志铁路安曼段，1904年随北侧的安曼车站启用而竣工。
第一次世界大战期间，驻巴勒斯坦的协约国部队1918年初发起跨约旦河袭击安曼的行动，主要目标为摧毁该城南北两翼的奥斯曼铁路设施，尤以十拱桥为关键目标，但未能实现。
2022年，米底巴美国大学研究人员基于其历史价值与高龄现状进行结构评估，发现该桥仍可承受垂直与水平压力，但存在强震损毁风险。研究还表明，过去百年间桥梁未出现重大损伤，仅需小型维护工程，建议通过定期检测维护结构完整性。

## 结构
桥梁采用石灰岩砌块构成双层拱结构：上层十拱承载铁路轨道，下层八拱包含步行通道与泄水渠道。
该桥被视为安曼古老地标之一，至今仍供汉志铁路列车通行。